# Dominik Reimann
Dominik Reimann (Münster, 18 giugno 1997) è un calciatore tedesco, portiere del Magdeburgo.

## Carriera

### Club
Nel 2016-2017 con la squadra riserve del Borussia Dortmund ha disputato 8 partite in Regionalliga. Il 1º luglio 2018 si trasferisce all'Holstein Kiel.

### Nazionale
Ha giocato nelle nazionali giovanili tedesche Under-18 ed Under-19.
Partecipa con la nazionale Under-20 tedesca al campionato mondiale 2017 di categoria, disputando il match perso 2-0 contro il Venezuela.

## Palmarès

### Club

#### Competizioni nazionali
- 3. Liga: 1

Magdeburgo: 2021-2022